# Vjatjeslav Sjevtjuk
Vjatjeslav Anatolijovytj Sjevtjuk (ukrainska: Вячеслав Анатолійович Шевчук), född 13 maj 1979 Lutsk, är en ukrainsk före detta fotbollsspelare (försvarare) som spelade för Sjachtar Donetsk.